# Apicia grandaria
Apicia grandaria är en fjärilsart som beskrevs av Charles Oberthür 1912. Apicia grandaria ingår i släktet Apicia och familjen mätare. Inga underarter finns listade i Catalogue of Life.